# Epigomphus clavatus
Epigomphus clavatus là một loài chuồn chuồn ngô thuộc họ Gomphidae. Nó là loài đặc hữu của Guatemala. Môi trường sống tự nhiên của chúng là vùng núi ẩm nhiệt đới hoặc cận nhiệt đới và sông ngòi. Nó bị đe dọa do mất môi trường sống.